# The Alphabet Killer

The Alphabet Killer est un thriller américain réalisé par Rob Schmidt, qui a également réalisé le film Détour mortel (Wrong Turn). Il est sorti le 10 décembre 2009 (inédit en France).
Ce film est basé sur une histoire vraie.

## Synopsis
Megan, une jeune inspecteur de police, est obsédée par le viol et le meurtre de la jeune Alice Carla Castillo dans la ville de Churchville. Son échec à trouver le tueur l'amène à faire une dépression nerveuse. Deux ans plus tard, elle sort d'un asile psychiatrique comme le fantôme d'elle-même. Lorsque le tueur frappe alors de nouveau en tuant la petite Wendy Walsh, Megan est de retour dans l'affaire, déterminée à amener le coupable en justice. Même sa dépression psychiatrique totale ne l'empêche pas de se tenir à sa mission, une mission qui l'amènera sur de noirs chemins semés d'hallucinations, de danger et de mort...

## Fiche technique
- Titre : The Alphabet Killer
- Réalisation : Rob Schmidt
- Scénario : Tom Malloy
- Genres : Drame, Thriller
- Durée : 98 minutes
- Langue : Anglais
- Pays : États-Unis
- Ce film-ci est fait à Rochester, New York.
- Inédit en France

## Distribution
- Eliza Dushku : Megan Paige
- Cary Elwes : Kenneth Shine
- Timothy Hutton : Richard Ledge
- Tom Malloy : Stephen Harper
- Michael Ironside : Nathan Norcross
- Bill Moseley : Carl Tanner
- Carl Lumbly : Dr. Ellis Parks
- Nate Dushku : Tim